# 长庆大安
长庆大安（793年—883年），福建福州人，别号紫林懒安，俗姓陈，唐朝沩仰宗僧人。

## 生平
793年，长庆大安出生在今福建省福州市。元和十二年（817年），他在建州浦城县凤栖寺受具足戒。后来在黄檗山（今福建省福清县境内），学习律宗。他经常自言自语：“我虽勤苦，而未闻玄极之理。”，便带着锡杖云游四海。长庆大安在前往洪州的路上碰到一位老父点化他说：“师往南昌，当有所得。”长庆大安便来到洪州百丈山，拜入百丈怀海门下。沩山灵佑在今湖南省宁乡市沩山建立道场五六年了，人迹罕至，沩山灵佑准备下山，这时，长庆大安带领弟子多人前来支持，他和沩山灵佑同住沩山30余年，唐宣宗大中五年（851年），沩山灵佑退居同庆寺，长庆大安受到推举出任沩山第二任住持。长庆大安离开沩山之后，到长庆做了住持，史称“长庆大安”。中和三年（883年），长庆大安入寂，塔在愣伽山，谥号圆智禅师。